# Meurtre sur un air de rock
Pour plus de détails, voir Fiche technique et Distribution.
Meurtre sur un air de rock (Kill Me Tomorrow) est un film britannique en noir et blanc réalisé par Terence Fisher, sorti en 1957.
Le jeune chanteur Tommy Steele y apparaît en caméo.

## Synopsis
Bart Crosbie est un journaliste alcoolique qui a perdu sa femme et son emploi, et qui a désespérément besoin d'argent. Lorsque son ancien patron est assassiné, il accepte l'offre du tueur : avouer son crime contre de l'argent. L'intrigue montre comment sa nièce tente de découvrir la vérité.

## Fiche technique
- Titre français : Meurtre sur un air de rock[1]
- Titre original : Kill Me Tomorrow
- Réalisation : Terence Fisher
- Scénario : Robert Falconer, Paddy Manning O'Brine
- Production : Francis Searle, Richard Gordon
- Société de production : Tempean Films (en), Amalgamated Productions
- Société de distribution : Renown Pictures
- Lieu de tournage : Cromwell Studios de Southall, dans l'ouest de Londres.
- Pays de production :  Royaume-Uni
- Langue originale : anglais
- Format : noir et blanc — 35 mm — 1,37:1 — son : mono
- Genre : drame policier
- Durée : 80 min
- Dates de sortie :
  - Royaume-Uni : mai 1957
  - France : 31 juillet 1960[1]
  - États-Unis : octobre 1960

## Distribution
- Pat O'Brien : Bart Crosbie
- Lois Maxwell : Jill Brook
- George Coulouris : Heinz Webber
- Wensley Pithey : l'inspecteur Lane
- Tommy Steele : lui-même
- Freddie Mills : Waxy Lister
- Ronald Adam : Mr. Brook
- Robert Brown : Steve Ryan
- Richard Pasco : Dr Fisher
- April Olrich : Bella Braganza
- Peter Swanwick : Harrison
- Al Mulock : Rod
- Raymond Russell : Raymond Boy (alité à l'hôpital)
- Larry Taylor : Carson